# 自治行政区画

法的に1つ以上の自治行政区画を有する主権国家

自治行政区画（じちぎょうせいくかく、英: autonomous administrative division）は、国の行政区画のうち、ある程度の自治権もしくは外部の権力からの自由を有するもののことである。一般的に、自治行政区画は地理的に他の領土から離れた領土（海外領土など）や少数民族が多く住む地域に設けられる。
そのような行政区画への自治の権力と機能の分散は、民主主義の参加や管理の効率を向上させるため、および、内部の衝突の影響力を弱めるために中央政府により行われる。自治区画を含む国は、連合(federacy)、連邦、国家連合である場合がある。自治区画は、領域的自治(territorial autonomy)、小区域領域的自治(subregional territorial autonomy)、地方自治(local autonomy)に分けられる。

## 国別の自治行政区画の一覧
- 中華人民共和国の民族区域自治
- インドの自治行政区画（英語版）
- ロシアの自治行政区画（英語版）
- スペインの自治行政区画

## 自治行政区画の呼称の一覧
| 呼称                                                        | 区画 | 国 | 備考 |
| ----------------------------------------------------------- | --- | --- | --- |
| 自治州・道(State)                                           | アザド・カシミール                                                                                                   | パキスタン | アザド・カシミール(AJK)はパキスタンが実効支配している自治州であるが、カシミール紛争がまだ解決されないため、パキスタン憲法下において正式にパキスタンの一部ではない。      |
| 自治州・道(State)                                           | 江原特別自治道 | 韓国 | |
| 自治州・道(State)                                           | 全北特別自治道 | 韓国 | |
| 自治旗(Banner)                                              | オロチョン自治旗 | 中国 | 事実上、自治県と同等。 |
| 自治旗(Banner)                                              | エヴェンキ族自治旗                                                                                                   | 中国 | 事実上、自治県と同等。 |
| 自治旗(Banner)                                              | モリンダワ・ダフール族自治旗                                                                                         | 中国 | 事実上、自治県と同等。 |
| 自治都市(City)                                              | ブエノスアイレス | アルゼンチン | アルゼンチンの首都かつ最大都市 |
| 自治都市(City)                                              | セウタ | スペイン | スペインの自治都市は、北アフリカ北岸のモロッコに囲まれた2つの飛地であり、ジブラルタル海峡を挟んでスペイン本土のあるイベリア半島から離れている。                          |
| 自治都市(City)                                              | メリリャ | スペイン | スペインの自治都市は、北アフリカ北岸のモロッコに囲まれた2つの飛地であり、ジブラルタル海峡を挟んでスペイン本土のあるイベリア半島から離れている。                          |
| 自治都市(City)                                              | 世宗特別自治市 | 韓国 | |
| 自治都市(City)                                              | タシュケント | ウズベキスタン | ウズベキスタンの首都 |
| 自治州(Community)                                           | スペインには17の自治州(comunidad autónoma)がある（スペインの地方行政区画を参照）                                     | スペインには17の自治州(comunidad autónoma)がある（スペインの地方行政区画を参照）                                     | スペインには17の自治州(comunidad autónoma)がある（スペインの地方行政区画を参照）                                                                                         |
| 自治県(County)                                              | 中国には117の自治県がある                                                                                            | 中国には117の自治県がある                                                                                            | 中国には117の自治県がある |
| 自治県委員会(District Council)                              | インドには8の自治県委員会(autonomous district council)がある（Category:Autonomous district councils of Indiaを参照） | インドには8の自治県委員会(autonomous district council)がある（Category:Autonomous district councils of Indiaを参照） | インドには8の自治県委員会(autonomous district council)がある（Category:Autonomous district councils of Indiaを参照）                                                     |
| 自治管区(округ, Okrug)                                      | ロシアには4の自治管区(Автономный округ)がある                                                                        | ロシアには4の自治管区(Автономный округ)がある                                                                        | ロシアには4の自治管区(Автономный округ)がある |
| 自治州(областьm, Oblast)                                    | ユダヤ自治州 | ロシア | |
| 自治州(Prefecture)                                          | 中国には30の自治州がある                                                                                             | 中国には30の自治州がある                                                                                             | 中国には30の自治州がある |
| 州・道・県(Province)                                        | ボルツァーノ自治県                                                                                                   | イタリア | |
| 州・道・県(Province)                                        | トレント自治県 | イタリア | |
| 州・道・県(Province)                                        | アチェ州 | インドネシア | |
| 州・道・県(Province)                                        | ジョグジャカルタ特別州                                                                                               | インドネシア | |
| 州・道・県(Province)                                        | 西パプア州 | インドネシア | |
| 州・道・県(Province)                                        | パプア州 | インドネシア | |
| 州・道・県(Province)                                        | 中部パプア州 | インドネシア | |
| 州・道・県(Province)                                        | 山岳パプア州 | インドネシア | |
| 州・道・県(Province)                                        | 南パプア州 | インドネシア | |
| 州・道・県(Province)                                        | 南西パプア州 | インドネシア | |
| 州・道・県(Province)                                        | 済州特別自治道 | 韓国 | 済州特別自治道自治警察団がある。済州市長、西帰浦市長は任命制。 |
| 州・道・県(Province)                                        | コソボ・メトヒヤ自治州                                                                                               | セルビアが主張 コソボが実効支配                                                                                      | 2008年にコソボ共和国として独立を宣言した。セルビアはコソボの独立を承認せず、自国の自治州と主張している。                                                                 |
| 州・道・県(Province)                                        | ヴォイヴォディナ自治州                                                                                               | セルビア | |
| 自治地域(Region)                                            | ホピ居留地 | アメリカ合衆国 | |
| 自治地域(Region)                                            | チェロキー・ネイション                                                                                               | アメリカ合衆国 | |
| 自治地域(Region)                                            | パインリッジ・インディアン居留地                                                                                     | アメリカ合衆国 | |
| 自治地域(Region)                                            | ナバホ・ネイション                                                                                                   | アメリカ合衆国 | |
| 自治地域(Region)                                            | クルディスタン地域                                                                                                   | イラク | クルディスタン地域は、国際的に自治地域の実体としての公式認知を得た唯一の地域である                                                                                       |
| 自治地域(Region)                                            | サルデーニャ自治州                                                                                                   | イタリア | |
| 自治地域(Region)                                            | シチリア自治州 | イタリア | |
| 自治地域(Region)                                            | ヴァッレ・ダオスタ州                                                                                                 | イタリア | |
| 自治地域(Region)                                            | フリウリ＝ヴェネツィア・ジュリア州                                                                                   | イタリア | |
| 自治地域(Region)                                            | トレンティーノ＝アルト・アディジェ州                                                                                 | イタリア | |
| 自治地域(Region)                                            | ニスガ・ネイション                                                                                                   | カナダ | |
| 自治地域(Region)                                            | ヌナツィアブト | カナダ | |
| 自治地域(Region)                                            | トリチョ | カナダ | |
| 自治地域(Region)                                            | アトス自治修道士共和国                                                                                               | ギリシャ | |
| 自治地域(Region)                                            | ザンジバル | タンザニア | |
| 自治地域(Region)                                            | 広西チワン族自治区                                                                                                   | 中国 | |
| 自治地域(Region)                                            | 内モンゴル自治区 | 中国 | |
| 自治地域(Region)                                            | 寧夏回族自治区 | 中国 | |
| 自治地域(Region)                                            | 新疆ウイグル自治区                                                                                                   | 中国 | |
| 自治地域(Region)                                            | チベット自治区 | 中国 | |
| 自治地域(Region)                                            | 香港・ マカオ | 中国 | 一国二制度（英語: One Country, Two Systems、ポルトガル語: Um país, dois sistemas）                                                                                       |
| 自治地域(Region)                                            | 北カリブ自治地域 | ニカラグア | |
| 自治地域(Region)                                            | 南カリブ自治地域 | ニカラグア | |
| 自治地域(Region)                                            | バンサモロ自治地域                                                                                                   | フィリピン | |
| 自治地域(Region)                                            | オーランド諸島 | フィンランド | |
| 自治地域(Region)                                            | アゾレス自治地域 | ポルトガル | |
| 自治地域(Region)                                            | マデイラ自治地域 | ポルトガル | |
| 自治地域(Region)                                            | ブーゲンビル州 | パプアニューギニア                                                                                                   | |
| 自治地域(Region)                                            | ロドリゲス島 | モーリシャス | |
| インドには14の「事実上の」自治地域(autonomous region)がある | | | |
| 自治共和国(Republic)                                        | ナヒチェヴァン自治共和国                                                                                             | アゼルバイジャン | |
| 自治共和国(Republic)                                        | アジャリア自治共和国                                                                                                 | ジョージア | |
| 自治共和国(Republic)                                        | アブハジア自治共和国                                                                                                 | ジョージアが主張 アブハジア共和国が実効支配                                                                          | アブハジア戦争の後、1999年にアブハジア共和国がグルジアからの独立を宣言した。グルジアと多くの国連加盟国はアブハジアの独立を承認せず、グルジアの自治共和国とみなしている。 |
| 自治共和国(Republic)                                        | ゴルノ・バダフシャン自治州                                                                                           | タジキスタン | |
| 自治共和国(Republic)                                        | クリミア自治共和国                                                                                                   | ウクライナが主張 · ロシアが実効支配                                                                                  | |
| 自治共和国(Republic)                                        | カラカルパクスタン共和国                                                                                             | ウズベキスタン | |
| 自治区(Sector)                                              | ビサウ自治区 | ギニアビサウ | |
| Territorial Unit                                            | ガガウズ自治区 | モルドバ | |
| Territorial Unit                                            | 沿ドニエストル地域                                                                                                   | モルドバが主張 · 沿ドニエストル共和国が実効支配                                                                      | 1990年、沿ドニエストル・モルドバ共和国がソビエト連邦からの独立を宣言した。モルドバは沿ドニエストルの独立を承認せず、自国の自治共和国と主張している。                     |
| 構成体(Entity)                                              | スルプスカ共和国 | ボスニア・ヘルツェゴビナ                                                                                             | |

## 他の形態の自治行政区画

### イギリスのカントリー
イギリスを構成する4つのカントリーのうちスコットランド、ウェールズ、北アイルランドは、権限移譲された事柄についての法律を制定することのできる議会を有する。イギリスは単一国家のままであり、イギリスの議会は主権を保持し、カントリーに移譲されていない事柄について法律を制定するだけでなく、カントリーに移譲された事柄についても法律を制定することができる（ただしこれは、カントリーの議会の合意を要する）。権限移譲された議会の憲法的な基礎は、イギリスの議会の法律によっても制御される。
ジャージー、ガーンジー、マン島は、イギリスの一部でない自治的な王室属領である。ジブラルタルは、自治的な海外領土である。

### ニュージーランドの属領
ニュージーランドは、太平洋の3つの島国の名目上の主権を維持している。クック諸島とニウエはニュージーランドと自由連合を結んだ自治国家であり、独自に他の国との外交を行うことができる。トケラウは、ニュージーランドの自治属国のままである。
ニュージーランド諸島の中にあるチャタム諸島はニュージーランドの固有の領土であるが、「領土」(Territory)の指定を受けている。チャタム諸島の議会は、自治的ではないが、広範囲に他の地方議会と同じ権限を有し、特に、島に移出入する商品に課税することができる。

### エチオピアの特別郡
エチオピアでは、「特別郡」は、少数民族の伝統的な居住地域の周囲で組織されるworeda（郡）のサブグループで、伝統的な地域区分であるkililや地域の階層とは別にある。特別郡には、他の国における自治区との多くの類似点がある。

### デンマークの構成国
フェロー諸島とグリーンランドは、デンマーク王国を構成する自治国家である。

### オランダの構成国
アルバ、キュラソー、シント・マールテンは、オランダ王国を構成する自治国家である。独自の議会を有し、独自の通貨を持ち、独自に課税を行える。

### フランスの自治行政区画
フランスの憲法は、3種類の自治的な管区を認めている。地方政府(Collectivité Territoriale)の一つであるコルシカ（コルス地方公共団体）は、課税や教育などで本土地方より多くの自治を享受する。ニューカレドニアとフランス領ポリネシアは、独自の政府、通貨、憲法を持つ高度な自治領である。ただし、法と秩序、防御、国境管理、大学教育に関する立法権はない。フランス領ギアナ、グアドループ、マルティニーク、レユニオンも移譲された地域のために特定の立法権を有し、特定のレベル自治権を享受するが、独自の通貨は持っていない。他のより小さな海外領土も、同程度の自治を享受する。

### ソマリア
2012年ソマリア憲法によると、ソマリアは連邦構成国（Federal Member State）によって成り立つ。2024年時点で6つの構成国とバナディール首都地域から成り立つが、ソマリランドは事実上独立国家として機能しており、ソマリアとの再統合に反対している。

## 過去の自治行政区画
- Silesian Voivodeship
- アルバニア公国の北イピロス自治共和国（英語版）（1914年）
- ソビエト連邦の自治共和国（1922年 - 1990年）
- アパルトヘイト時代の南アフリカとナミビアのバントゥースタン（ホームランド）
- チェコ＝スロバキア共和国の下カルパティア・ルテニア（英語版）とスロバキア（1938年 - 1939年）
- ロシア帝国のBaltic governorates
- ロシア帝国のフィンランド大公国
- ルーマニア社会主義共和国のMagyar Autonomous Region（1952年 - 1968年）
- グレートブリテン及びアイルランド連合王国の南アイルランドと北アイルランド
- 中世の神聖ローマ帝国の帝国自由都市
- イギリス委任統治領パレスチナのトランスヨルダン首長国